# Bacini desertici dell'Iran centrale
I bacini desertici dell'Iran centrale sono un'ecoregione dell'ecozona paleartica, definita dal WWF (codice ecoregione: PA1313), situata in Asia sud-occidentale, nelle regioni centrali e orientali dell'Iran e in quelle occidentali dell'Afghanistan.

## Territorio
Questa ecoregione ricopre parte dell'altopiano iranico, un'immensa area dalla superficie totale di 1.648.000 km² che si estende attraverso le regioni centrali dell'Iran, includendo una grande varietà di climi, suoli e rilievi. Esso è quasi circondato su ogni lato da catene montuose. Secondo gli studiosi, l'area può essere divisa in due parti principali: il Dasht-e Kavir, a nord, un vasto deserto salato, e il Dasht-e Lut, a sud, costituito per lo più da sabbia e ghiaia e considerato uno dei deserti più caldi del mondo. L'altopiano è in parte coperto anche da dune di sabbia. L'ecoregione comprende anche le regioni adiacenti, come il Kavir-e Namak («deserto di sale») e una serie di paludi e laghi ad est di Qom. Nell'angolo nord-occidentale dell'altopiano centrale, dove si trova il parco nazionale di Kavir, il paesaggio varia da deserti e semideserti alla steppa arida. In quello nord-orientale, nell'area del parco nazionale di Touran, il panorama è più vario, e comprende vaste pianure, un sistema di fiumi dalle acque salate, conoidi alluvionali, affioramenti calcarei, deserti salati e 200.000 ettari delle dune di sabbia più settentrionali dell'Iran. Le vette e le creste montuose delle zone più elevate dell'altopiano sono comprese nell'ecoregione delle boscaglie montane del Kuh Rud e dell'Iran orientale, che estende le sue ramificazioni in direzione nord-ovest/sud-est lungo le regioni occidentali e centrali dell'altopiano e risalendo anche lungo i suoi margini orientali.
L'altopiano centrale e le pendici delle montagne che su di esso si affacciano presentano un clima desertico continentale temperato con temperature estreme. Sebbene le temperature medie annue presentino valori compresi tra i 15 e i 18 °C, le massime possono raggiungere i 42 °C e le minime scendere fino a -20 °C. Nella maggior parte della regione le precipitazioni annue non superano i 200 mm e gran parte di essa riceve meno di 100 mm di pioggia all'anno. Nell'angolo nord-occidentale della regione, le precipitazioni variano notevolmente da un anno all'altro: si passa da annate in cui cadono meno di 50 mm di pioggia ad altre in cui ne cadono più di 300, specialmente nel periodo che va da novembre a maggio. Le zone più aride dell'Iran si trovano nelle regioni centrali e orientali dell'altopiano: il Dasht-e Lut riceve appena 50 mm di pioggia all'anno. A peggiorare la situazione, alla bassa entità delle precipitazioni si aggiungono elevati tassi di evaporazione.
I fiumi che scendono nell'altopiano centrale provenendo dalle catene montuose circostanti trasportano una gran quantità di sali solubili, e il terreno dell'altopiano tende ad essere altamente salino. Ai margini dell'altopiano, e in poche aree dell'interno dove la topografia è tale da rendere il suolo meno salino, si trovano conoidi di deiezione e terreni alluvionali dove può essere praticata un po' di agricoltura. Sull'altopiano centrale si trova un'intera serie di habitat, dalle distese pianeggianti scarsamente drenate su cui crescono soltanto comunità di alofile a quelle meglio drenate sulle quali si sviluppano steppe di Artemisia. Queste distese sono intervallate da dune di sabbia e deserti ghiaiosi. Veri e propri deserti di sabbia, con vaste aree ricoperte da dune, sono presenti in Iran solamente sull'altopiano centrale e ricoprono una superficie di circa 183.000 km²; essi si trovano ad altitudini comprese tra 500 e 1200 m.

## Flora
L'altopiano dell'Iran centrale ospita la vegetazione tipica delle steppe e dei deserti di questo Paese. Una vegetazione di arbusti nani (nota come Artemisietum iranico) è comune in vaste aree dell'interno dell'Iran ed è molto diversificata e ricca di specie; nelle aree non saline, è presente una sua variante con molte piante cusciniformi spinose (Artemisietum-Astracanthetum). In condizioni di estrema aridità, compare una variante molto rada di boscaglia nana, anch'essa molto caratteristica di vaste aree dell'interno persiano; qui le specie prevalenti sono Artemisia herba-alba, Astracantha gossypina e altre. Nelle zone che ricevono più di 100 mm di pioggia all'anno si possono trovare anche specie dei generi Pteropyrum, Zygophyllum e Prunus.
Per quanto riguarda la vegetazione dei deserti di sabbia delle regioni interne dell'Iran, tra i generi maggiormente rappresentati figurano Ephedra, Calligonum, Heliotropium e altri. Tra gli arbusti e le piante perenni endemici ricordiamo, tra gli altri, Astragalus kavirensis ed Heliotropium rudbaricum. Molte specie della zona sono psammofile, cioè amano gli ambienti sabbiosi: è stato stimato che queste piante costituiscano tra un terzo e la metà di tutte le specie diffuse nei deserti di sabbia di Iran e Afghanistan. I deserti persiani ospitano anche un numero ingente di rappresentanti del genere Tamarix, diffusi specialmente ai margini delle ragioni più sabbiose e ghiaiose del Dasht-e Lut.
Comunità di alofile di composizione varia si trovano ai margini delle distese di sale non drenate dell'ecoregione, come il Dasht-e Kavir. In alcune aree, i suoli argillosi e sabbiosi presentano uno strato superficiale troppo ricco di sali a causa delle scarse precipitazioni e dell'elevata evaporazione estiva. Generi e specie caratteristici della zona sono Halothamnus spp., Halocnemum strobilaceum, Haloxylon spp. e Salsola spp. Le parti interne dei deserti salati sono quasi del tutto prive di vegetazione. Tuttavia, nonostante tutto, i suoli salati della regione possono ospitare un numero impressionante di specie, e l'Iran, grazie alla sua abbondanza di habitat salini, costituisce un vero e proprio santuario per la vegetazione alofila. Parecchie specie di origine turanica dell'ecoregione, in particolare quelle proprie delle dune e delle aree saline, specialmente alofile e psammofile, si sono evolute in questa zona per poi diffondersi in altri deserti subtropicali settentrionali del Vecchio Mondo.

## Fauna

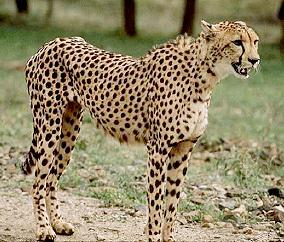
Un esemplare di ghepardo asiatico (Acinonyx jubatus venaticus)

Il ghepardo asiatico (Acinonyx jubatus venaticus), gravemente minacciato di estinzione, l'onagro (Equus hemionus onager), in pericolo di estinzione, e la capra selvatica (Capra aegagrus), specie vulnerabile, erano un tempo molto più comuni nella regione, ma attualmente vi si trovano solamente in numero limitato. Altri abitanti che in passato popolavano in gran numero la regione dell'altopiano centrale sono la iena striata (Hyaena hyaena), la volpe rossa (Vulpes vulpes), il caracal (Caracal caracal), l'urial (Ovis orientalis), la gazzella indiana (Gazella bennettii), la gazzella gozzuta (G. subgutturosa) e la lepre del Capo (Lepus capensis). Il leopardo (Panthera pardus) e il lupo (Canis lupus) vengono avvistati di quando in quando all'interno delle aree protette, così come lo sciacallo dorato (Canis aureus), la puzzola marmorizzata (Vormela peregusna), il gatto selvatico (Felis silvestris), il gatto delle sabbie (F. margarita) e il gatto di Pallas (Otocolobus manul). Una delle creature più interessanti della zona è la volpe di Rüppell (Vulpes rueppellii), che abita le regioni desertiche più aride e calde e si è adattata perfettamente a questo tipo di habitat conducendo una vita interamente notturna. La testuggine delle steppe asiatica (Testudo horsfieldii), specie vulnerabile, vive nelle regioni ricoperte da steppa di Artemisia.
Nelle aree desertiche e rocciose vive un certo numero di roditori, tra i quali i più numerosi sono il criceto murino iraniano (Calomyscus bailwardi) e il merione persiano (Meriones persicus). Inoltre, in alcune aree sono state registrate più di 150 specie di uccelli, tra cui l'ubara asiatica (Chlamydotis macqueenii), la grandule coronata (Pterocles coronatus) e altre specie degne di nota. Vi sono anche alcune lucertole che vivono solamente nei bacini o sulle catene montuose dell'altopiano centrale; tra queste figurano varie specie di Cyrtopodion e il geco ragno di Misonne (Rhinogekko misonnei).

## Popolazione
I bacini desertici dell'Iran centrale sono caratterizzati da una densità di popolazione molto bassa, in particolare nelle aree più aride e inospitali del Dasht-e Kavir e del Dasht-e Lut, dove gli insediamenti umani sono estremamente rari e per lo più assenti. Le comunità che abitano i margini dell'altopiano, così come le oasi, i villaggi situati presso i principali corsi d'acqua e le zone alluvionali, si sono storicamente adattate a condizioni ambientali estreme. Queste popolazioni, prevalentemente di etnia persiana ma comprendenti anche minoranze baluchi, turcomanne e afghane, si sono dedicate per secoli a forme di agricoltura irrigua tradizionale (soprattutto nei pressi di qanat e pozzi artesiani), alla pastorizia estensiva di capre, pecore e cammelli, e allo sfruttamento di risorse naturali come il sale e le piante spontanee.
Nelle oasi e nelle aree di transizione tra deserto e montagna, si sono sviluppati centri urbani di antichissima origine, tra cui Kashan, Yazd, Kerman, Na'in e Tabas, che rappresentano veri e propri poli di aggregazione per la vita sociale, religiosa ed economica della regione. L'organizzazione della vita tradizionale è stata per secoli fondata sullo sfruttamento sostenibile delle scarse risorse idriche e sulla costruzione di sofisticate infrastrutture come i qanat, lunghi canali sotterranei utilizzati per l'approvvigionamento dell'acqua.
Negli ultimi decenni, lo spopolamento delle aree rurali più marginali si è accentuato a favore di una crescente urbanizzazione nei centri principali, fenomeno accompagnato da una progressiva modernizzazione delle attività economiche e da un parziale abbandono delle pratiche tradizionali. Tuttavia, in molte zone periferiche la popolazione mantiene ancora uno stile di vita incentrato sulla pastorizia nomade o seminomade e su tecniche agricole adattate alla scarsità d'acqua e ai suoli salini. Le condizioni di vita restano difficili: la disponibilità di risorse idriche è sempre più problematica a causa dei cambiamenti climatici, dell'abbassamento delle falde e della salinizzazione dei suoli, mentre la pressione antropica, anche se contenuta rispetto ad altre regioni dell'Iran, incide localmente sulla fragile vegetazione e sulla fauna desertica.
Nonostante le difficoltà ambientali, alcune comunità locali hanno saputo preservare preziose tradizioni culturali, artigianali e religiose, contribuendo così alla diversità culturale dell'area. In alcune zone, la presenza di siti storici e di architetture tradizionali in fango e mattoni crudi, così come di antichi caravanserragli e infrastrutture idrauliche, testimonia l'adattamento millenario dell'uomo a uno degli ambienti più ostili del pianeta.

## Conservazione
La raccolta eccessiva di legna da usare come combustibile e il pascolo incontrollato da parte di pecore, capre e cammelli, con conseguente erosione delle aree pedemontane, rappresentano probabilmente le minacce più significative per la vegetazione in questa zona.
I mammiferi del deserto devono competere per il pascolo e l'acqua con un numero crescente di capi di bestiame. Inoltre, specie come il ghepardo sono minacciate dalla diminuzione delle loro prede, come ungulati di piccola-media taglia e lepri, a causa della caccia da parte dell'uomo. Gli uomini possono anche uccidere questi predatori perché vengono percepiti come un pericolo per il bestiame. Le misure protettive precedentemente istituite, come i controlli sulla caccia, la produzione di carbonella e il taglio degli arbusti, sono state debolmente applicate dopo la rivoluzione islamica, e gli studiosi raccomandano una reintroduzione delle misure di conservazione e di ricerca per identificare i livelli ottimali di utilizzo delle risorse.